# Hyosciurus
Hyosciurus är ett släkte i ekorrfamiljen som förekommer endemiskt på den indonesiska ön Sulawesi. De skiljer sig från andra ekorrar genom en långdragen nos som påminner om en snabel. Andra kännetecken är den korta svansen och förlängda klor.
Inom släktet skiljs mellan två arter:
- Hyosciurus heinrichi Archbold & Tate 1935
- Hyosciurus ileile Archbold & Tate 1936

I början räknades de som underarter till en enda art men 1987 klassades de av Musser som självständiga arter. Arten Hyosciurus heinrichi lever i Sulawesis centrala bergsområden och har en längre snabel än Hyosciurus ileile som förekommer i öns norra delar. Den förstnämnda vistas i regioner mellan 1 500 och 2 300 meter över havet. Hyosciurus ileile lever från havsnivån till 1 700 meters höjd.
Båda arter har en mörkbrun grundfärg på ovansidan med oregelbundna ljusbruna fläckar. På undersidan sträcker sig ett cirka 3 centimeter brett band från munnen till buken. Bandet har en gul till vit färg. Kroppslängden ligger vid 20 centimeter och därtill kommer en cirka 10 centimeter lång svans.
Det antas att arterna främst vistas på marken. De gräver självständig underjordiska bon med hjälp av sina långa klor. Annars är inget känt om levnadssättet.
Hyosciurus ileile listas av IUCN som sårbar (vulnerable) och Hyosciurus heinrichi betraktas som livskraftig (least concern).